# Daniëlle Beeldsnijder - van Windt
Danielle Beeldsnijder - van Windt is een Surinaams politicus. Ze doorliep haar carrière bij het jeugddetentiecentrum Opa Doeli. In 2025 werd ze onderminister voor Sociale Zaken in het kabinet-Simons op voordracht van de Nationale Partij Suriname (NPS).

## Biografie
Danielle Beeldsnijder is lid van de Nationale Partij Suriname (NPS). In 2012 werd ze gekozen tot voorzitter van de onderafdeling Wanica. Ook maakte ze deel uit van het hoofdbestuur van haar partij, en was ze meermaals voorzitter van het Congresbestuur. Ze was verkiesbaar in 2015, 2020 en in 2025, maar verwierf geen zetel in De Nationale Assemblée.
Ze was coördinator en directrice van het Jeugd Correctie Centrum en Doorgangscentrum Opa Doeli. Daarnaast was ze voorzitter van de zorgboerderij De Eigen Kracht Centrale die werkt aan maatschappelijke participatie & resocialisatie.
Na de verkiezingen van 2020  werd ze voorgedragen als minister van Onderwijs, Wetenschap en Cultuur. Het partijbestuur verkoos echter Marie Levens voor deze functie. Na de verkiezingen van 2025 trad ze aan als onderminister voor Sociale Zaken van het ministerie van Sociale Zaken en Volkshuisvesting, met als minister Diana Pokie.